# Draßburg
Draßburg (węg. Darufalva, burg.-chorw. Rasporak) – gmina w Austrii, w kraju związkowym Burgenland, w powiecie Mattersburg. Według Austriackiego Urzędu Statystycznego liczyła 1,18 tys. mieszkańców (1 stycznia 2014).